# سطح غذایی (بوم‌شناسی)
رسته غذایی یا سطح غذایی (به انگلیسی: Guild) (یا سطح غذایی بوم‌شناسی Ecological guild) به هر گروهی از گونه‌ها گفته می‌شود که از منابع یکسانی بهره‌برداری می‌کنند، یا از منابع مختلف به روش‌های مرتبط بهره‌برداری می‌کنند. لزومی ندارد که گونه‌های موجود در یک سطح غذایی، جایگاه‌های آشیان اکولوژیک یکسان یا حتی مشابهی را اشغال کنند. 